# Binær form
Binær form er en  musikalsk formanalyse. Binær hentyder til to beslægtede musikalske formled, der som regel gentages. Binær form benyttes også om en struktur, der anvendes til at koreografere dans. I musikken betegnes relationerne mellem binære formled normalt A-A-B-B.
Binær form var populær i barokken, hvor den især blev benyttet til at strukturere sonater for klaver. Fra omkring midten af det 18. århundrede har den været på tilbagetog som væsentlig musikalsk udtryksform. Når den optræder i senere værker er det som regel i form af variationer over et tema, fx en menuet, Scherzo  eller "scherzo og trio" i en sonate eller symfoni. 

## Struktur
Strengt taget er et musikstykke i binær form karakteriseret ved at to komplementære elementer af nogenlunde samme varighed gentages. Det første element vil starte i en bestemt toneart, men vil normalt modulere til en anden toneart.  Klassiske kompositioner vil typisk modulere til dominanten, dvs. den femte tone over grundtonen.
Den anden del af stykket begynder i den nyetablerede toneart, men med muligheden for, at det vil graduere tilbage til den oprindelige toneart. Især i 1800-tallets kompositioner er A-og B-stykket adskilt ved dobbelt tempo i taktslagene med gentagelsestegn, hvilket betyder at begge stykker skal gentages.
Binær form er normalt beskrevet som formen A-B, men da begge dele kan gentages, er en mere korrekt beskrivelse  A-A-B-B. Andre teoretikere foretrækker at bruge beskrivelsen A-A'. Denne alternative betegnelse benyttes især om kompositioner, hvor der ikke er nogen større forskel imellem de to sektioner. De rytmer og det melodiske materiale, der anvendes, vil generelt være nært beslægtede i hvert enkelt stykke, og hvis værket er skrevet til et musikalsk ensemble, vil instrumenteringen normalt være den samme. Dette er en musikalsk form, som står i kontrast til  vers-omkvæd-formen i populærmusik, hvor kontrasten mellem "A" og "B" er det rytmiske og melodiske grundlag for strukturen.

## Yderligere opdelinger
Et stykke i binær form kan yderligere klassificeres på baggrund af en række sekundære karakteristika:

### Enkel overfor afrundet
Af og til vi B - stykket slutte med en "tilbagevenden" til starten på A- stykket. Dette er nævnt som afrundet binær form, og mærkes ABA'. I denne afrundede binære form, betegnes begyndelsen af B - stykket  nogle gange som "broen", fordi den normalt vil slutte af med en halv kadence i den originale toneart. Afrundet binær form må ikke forveksles med tredelt form, som bærer betegnelsen ABA. Forskellen er, at i tredelt form kontraster B - stykket fuldstændig med A - stykket, for eksempel som henholdsvis en menuet og en trio, som hyppigt er i formen A- B- A, hvilket også kaldes bueform.
Gode eksempler på afrundet binær form findes i sonater af Vivaldi, herunder hans klaversonate nr. 1 for Cello og Continuo, første sats,  mens andre af barokkens store komponister såsom Bach og Händel kun sjældent brugte formen.

### Aprupt overfor kontinuerlig
Hvis A- stykket slutter med en ægte  kadence i den oprindelige toneart, betegnes det som abrupt eller gennemskåret binær. Begrebet refererer til det faktum, at værkets forskellige musikalske stykker starter i hver sin toneart. Hvis det derimod slutter med enhver anden form for kadence, kaldes den musikalske struktur kontinuerligt binær. Begrebet refererer til det faktum, at B - stykket vil "fortsætte" i den nye toneart, der er fastlagt af kadencen i slutningen af A.
Symmetrisk overfor asymmetrisk
Hvis A og B stykket er af nogenlunde samme længde, betegnes kompositionen som symmetrisk.
Hvis A og B sektioner er af forskellig længde, betegnes opbygningen som asymmetrisk. I sådanne tilfælde er B - stykket normalt betydeligt længere end A stykket.
Den asymmetriske binære form bliver mere almindelig end den symmetriske type fra Beethovens æra og fremefter. 
Selv om de fleste af Chopins nocturner overordnet set er skrevet i tredelt form, er de enkelte sektioner (enten A, B eller begge) ofte i binær form, hyppigst den asymmetriske type. 
Balanceret binær form
Balanceret binær form opstår, når slutningen af første del og slutningen af anden del har analoge stykker og materiale og er rganiseret i en parallel struktur.